# Ernst Stridsberg
Ernst Victor Stridsberg, född 16 augusti 1839 i Stockholm, död 12 maj 1925 i Trollhättan, var en svensk bruksägare och riksdagsman.
Stridsberg avlade examen vid Teknologiska institutet i Stockholm 1860 och var ritare vid Johan Theofron Munktells mekaniska verkstad i Eskilstuna 1860-1863. I Sheffield lärde han sig göra härdade sågblad. Han var grundare av och ägare till Gullöfors stål- och järnförädlingsverk i Trollhättan från 1879.
Ernst Stridsberg verkade som kommunalman för att göra Trollhättan till stad. Vid kommunalstämman i december 1892 väckte han en motion "om tillsättande av en kommitté för saklig och noggrann utredning huruvida tiden är inne att hos Kungl. M:t söka erhålla stadsrättigheter för Trollhättan". Han var ordförande i stadskommittén, men drog sig tillbaka i april 1913. Det dröjde 23 år innan tanken på stad blev verklighet. Den 4 januari 1916 samlades stadsfullmäktige till sitt första sammanträde i IOGT:s ordenshus vid Drottningtorget. Sammanträdet öppnades av Stridsberg i egenskap av ålderspresident.
Han verkade även för skolreformer i Trollhättan.
I riksdagen var Ernst Stridsberg ledamot av första kammaren 1888-1897, invald av Älvsborgs läns valkrets.
Han var far till Sigurd Stridsberg och farbror till Gustaf Stridsberg.